# Glenochrysa gloriosa
Glenochrysa gloriosa är en insektsart som först beskrevs av Navás 1931.  Glenochrysa gloriosa ingår i släktet Glenochrysa och familjen guldögonsländor. Inga underarter finns listade i Catalogue of Life.